# 谷口康浩
谷口 康浩（たにぐち やすひろ、1960年 - ）は、日本の考古学者。國學院大學准教授で専門分野は先史考古学。特に縄文文化・縄文社会の研究に業績がある。

## 略歴
東京都市ヶ谷生まれ。1983年（昭和57年）、國學院大學文学部史学科卒業。1987年（昭和62年）、同大学院文学研究科博士課程後期中退。縄文時代に関東地方で隆盛した環状集落の研究を行い、2005年（平成17年）には「環状集落と縄文社会構造」で博士（歴史学）の学位を取得した。2007年（平成19年）、國學院大學文学部准教授、のち教授。

## 著書
- 『環状集落と縄文社会構造』学生社 2005
- 『縄文文化起源論の再構築』同成社 2011
- 『縄文時代の社会複雑化と儀礼祭祀』同成社 2017

### 共編
- 『縄文時代の考古学』全12巻 小杉康,西田泰民,水ノ江和同,矢野健一共編 同成社 2007-10
- 『縄文人の石神 大形石棒にみる祭儀行為』 (考古学リーダー）編 六一書房 2012

## 論文
- <谷口康浩